# Płomyk
Płomyk. Tygodnik ilustrowany dla dzieci i młodzieży – czasopismo wydawane od 1917 do 1991 roku. Pierwszym wydawcą był Związek Polskiego Nauczycielstwa Szkół Powszechnych, a od 1930 r. Związek Nauczycielstwa Polskiego. W ostatnich dziesięcioleciach działalności dwutygodnik; ukazywały się 24 numery w roku, lecz wydania wakacyjne były łączone jako numery 11/12 i 13/14.

## II RP
Założycielką pisma była Janina Porazińska. W okresie dwudziestolecia międzywojennego z czasopismem współpracowali m.in. Józef Czechowicz, Aleksander Kamiński, Anna Rudawcowa, Maria Przyborowska, Franciszka Themerson czy Wanda Wasilewska. „Płomyk” w 1915 roku zaczął ukazywać się jako dodatek do „Zorzy” Pauliny Krakowowej, potem w 1918 roku wydawany był jako samodzielne czasopismo. Było to czasopismo o charakterze różnotematycznym. Poszczególne numery nawiązywały do pór roku, jakichś szczególnych wydarzeń. Stopniowo, od lat 30. XX w. „Płomyk” nabierał charakteru monotematycznego i stał się tygodnikiem. Wprowadził dział korespondencji – były listy do redakcji pisane przez dzieci i listy od redakcji. Czasopismo to było użyteczne, gdyż podobnie jak „Szkółka dla dzieci” było skorelowane z programem szkolnym. Od 1929 roku  jako dodatek do „Płomyka” wychodził „Płomyczek” (od 1930 r. jako samodzielne czasopismo). W 1936 ukazał się specjalny numer „Płomyka” idealizujący ZSRR, co spowodowało reakcję polskich władz i strajk nauczycielski w 1937.

## PRL
W latach 1952–1969 redaktorem naczelnym „Płomyka” była Hanna Ożogowska. Od 1965 redakcja czasopisma organizowała wśród czytelników doroczny plebiscyt na najpopularniejszego autora literatury młodzieżowej, zwycięzcy którego przyznawano nagrodę „Orle Pióro”.
Od jesieni 1969 organizowany był plebiscyt czytelników „Płomyka”, którzy przyznawali „najwyższe odznaczenie – SZKARŁATNĄ RÓŻĘ – symbol wdzięczności i przywiązania”, honorując w ten sposób tych swoich nauczycieli i wychowawców, których uznawali za swoich prawdziwych przyjaciół, godnych pełnego zaufania i szacunku.

## III RP
W 1990 roku ukazało się już tylko 14 numerów. Jak wyjaśniono w ostatnim, pożegnalnym numerze, likwidacja miała związek ze zbyt dużą utratą czytelników na rzecz „nowych i bardziej komercjalnych” czasopism dla młodzieży, które pojawiły się po 1989 roku, oraz ze sprywatyzowaniem wydawnictwa Nasza Księgarnia, które nie chciało ponosić strat. W ostatnim roku sponsorem czasopisma było PKO i temat oszczędzania pojawiał się często na łamach. Płomyk został „zgaszony” z numerem 12/1991.

## Serializacje
Płomyk często publikował nowe książki młodzieżowe przed, a czasem i po ich wydaniu książkowym, np.:
- Edmund Niziurski, Biała Noga i chłopak z Targówka, w 1960 roku. Opowiadanie później weszło do zbioru Trzynasty występek
- Zbigniew Nienacki, Pan Samochodzik i zagadki Fromborka, w 1971 roku
- Edmund Niziurski, Adelo, zrozum mnie, w 1976 roku
- Zbigniew Nienacki, Pan Samochodzik i Niewidzialni, w 1977 roku
- Ewa Nowacka, Może nie, może tak, w 1977 roku
- Maciej Kuczyński, Wynalazek, w 1978 roku, numery 1 do 11/12
- Edmund Niziurski, Księga druhów, w 18 odcinkach, od numeru 16 z 1978 do numeru 11/12 z 1979, oprócz numeru 1 z 1979; później wydana pod tytułem Szkolny lud, Okulla i ja
- Władisław Krapiwin, Chłopiec ze szpadą, w 1980 roku
- Sue Townsend, Sekretny dziennik Adriana Mole'a, fragmenty w numerze 4/1991
- Edmund Niziurski, Pięć melonów na rękę, w numerach 6–12/1991. Publikacja została przerwana w związku z likwidacją pisma. Ostatni numer odsyłał czytelników do książki, która miała być wydana w 1992 roku (a która ukazała się dopiero w 1996).